# Кунцен, Фридрих Людвиг Эмилиус
Фридрих Людвиг Эмилиус Кунцен (нем. Friedrich Ludwig Æmilius Kunzen; 24 сентября 1761, Любек — 28 января 1817, Копенгаген) — немецкий композитор-классик и дирижёр, придворный капельмейстер, издатель, который бо́льшую часть своей жизни жил и работал в Дании. Член Шведской королевской музыкальной академии.

## Биография
Родился в музыкальной семье, его отец был органистом, а дед, Иоганн Пауль Кунцен сочинял музыку для Гамбургской оперы в 1720-х годах. Музыке учился у своего отца А. К. Кунцена.
С 1781 года изучал право в Кильском университете, но его настоящей страстью была музыка, и в 1784 году, при поддержке композитора Иоганна Абрахама Петера Шульца, Кунцен переехал в Копенгаген, чтобы продолжить музыкальную карьеру.
В 1789 году представил свою первую оперу в 3 актах «Хольгер Данске» с либретто Иенса Баггесена о герое средневекового датского эпоса Ожье Датчанин, встреченную публикой с большим успехом. Премьера состоялась 31 марта 1789 года в Датском королевском театре в Копенгагене. Опера стала одним из первых датских произведений, выражающих черты национального музыкального стиля.
Затем Кунцен отправился в Берлин, где издавал вместе с Иоганном Рейхардтом музыкальные еженедельники Musikalisches Wochenblatt (1791) и Musikalische Monatsschrift (1792). Работал капельмейстером в театрах Франкфурта (1792) и Праги (1794).
С 1795 года — придворный капельмейстер в Дании. В 1795—1817 годах руководил Датским королевским оркестром. Удостоен звания «датского королевского капельмейстера» (1795).
Умер в результате инсульта после спора с Иенсом Баггесеном о плагиате в отношении оперы Trylleharpen («Волшебная арфа»).

## Творчество
Автор первой датской оперы «Хольгер Данске» (1789) и других опер, поставленных в Королевском театре в Копенгагене, который он возглавлял в то время. Писал также оратории, увертюры и сонаты. В своём творчестве испытал значительное влияние Моцарта.

## Избранные оперы
- «Сбор винограда» (1793, Франкфурт; новая редакция для датской сцены, 1796),
- «Тайна» (1796),
- «Эрик Добрый» (1798),
- «Моя бабушка» (1800),
- «Любовь в деревне» (1810)
- «Праздник виноделов» и др. (все поставлены автором в Датском королевском театре в Копенгагене).

## Награды
- 1811 — Орден Данеброг